# لاتون، ساسکس شرقی
لاتون (به انگلیسی: Laughton) یک روستا و محله مدنی در بریتانیا است که در Wealden واقع شده‌است. لاتون ۱۹٫۰ کیلومتر مربع مساحت و ۵۹۹ نفر جمعیت دارد.